# Alanen Laanijärvi
Alanen Laanijärvi är en sjö i Kiruna kommun i Lappland och ingår i Torneälvens huvudavrinningsområde. Sjön har en area på 0,0993 kvadratkilometer och ligger 360,4 meter över havet.

## Delavrinningsområde
Alanen Laanijärvi ingår i det delavrinningsområde (755238-169375) som SMHI kallar för Utloppet av Alanen Vuolusjärvi. Medelhöjden är 395 meter över havet och ytan är 50,75 kvadratkilometer. Räknas de 5 avrinningsområdena uppströms in blir den ackumulerade arean 179,5 kvadratkilometer. Vuolusjåkka (Räskajåkka) som avvattnar avrinningsområdet har biflödesordning 2, vilket innebär att vattnet flödar genom totalt 2 vattendrag innan det når havet efter 384 kilometer. Avrinningsområdet består mestadels av skog (78 procent). Avrinningsområdet har 7,82 kvadratkilometer vattenytor vilket ger det en sjöprocent på 15,4 procent.